# هلموت هاینهولد
هلموت هاینهولد (آلمانی: Helmut Heinhold؛ ۱ ژوئیه ۱۹۲۷ – ۷ نوامبر ۲۰۰۸) قایقران روئینگ اهل آلمان بود.
وی در مسابقات کشوری و بین‌المللی در مجموع برندهٔ ۲ مدال نقره شده‌است.